# 克里斯·馬塞森
克里斯·馬塞森（Chris Matheson，1968年1月2日—）是一位英格蘭政治人物，他的黨籍是工黨。自2015年開始，他擔任切斯特市選區選出的英國下議院議員。他畢業於倫敦政治經濟學院。